# قواقع الدرج اللولبية
قواقع الدرج اللولبية أو السُّلَّمِيَّات (الاسم العلمي: Epitoniidae)، فصيلة حيوانات بحرية من الرخويات بطنيات القدم. مفترسة أو طفيلية.